# José Calderón Frías
José de Jesús Calderón Frías (Ciudad de Panamá, Panamá; 14 de agosto de 1985) es un futbolista panameño. Juega de Portero y actualmente milita en el Xelajú de la Liga Nacional de Guatemala, del cual es jugador a partir del 1 de julio de 2022.

## Trayectoria
Debutó con San Francisco en el año 2003. Luego pasó por los clubes Chorrillo (en dos etapas), Chepo y Árabe Unido. A finales de 2012 se convirtió en portero del Heredia de Guatemala, club con el que disputó tres torneos y acumuló un total de 83 partidos disputados. Para el Apertura 2014 reforzó al Deportivo Coatepeque. Debutó con este club el 20 de julio de 2014 en la derrota como local de 0-1 ante el Deportivo Marquense.

## Selección nacional
Ha sido internacional con la Selección de fútbol de Panamá en once ocasiones. Su debut se produjo el 27 de octubre de 2005 en un amistoso contra Baréin. Fue convocado a la Copa Mundial de Fútbol Sub-20 de 2003 en Emiratos Árabes Unidos y a la Copa Mundial de Fútbol Sub-20 de 2005 en Países Bajos. También ha sido convocado a cuatro Copas de Oro de la Concacaf. Hizo parte del equipo que se adjudicó el título de campeón en la Copa UNCAF 2009.

### Participaciones en Copas del Mundo
| Mundial                     | Sede                   | Resultado    | Partidos |
| --------------------------- | ---------------------- | ------------ | -------- |
| Copa Mundial Sub-20 de 2003 | Emiratos Árabes Unidos | Primera fase | 0        |
| Copa Mundial Sub-20 de 2005 | Países Bajos           | Primera fase | 3        |
| Copa Mundial de 2018        | Rusia                  | Primera fase | 0        |

### Participaciones en Copa de Oro
| Copa                | Sede                    | Resultado        |
| ------------------- | ----------------------- | ---------------- |
| Copa de Oro de 2005 | Estados Unidos          | Subcampeón       |
| Copa de Oro de 2007 | Estados Unidos          | Cuartos de final |
| Copa de Oro de 2009 | Estados Unidos          | Cuartos de final |
| Copa de Oro de 2015 | Estados Unidos · Canadá | Tercer lugar     |

### Participaciones en Copas América
| Copa                    | Sede           | Resultado    |
| ----------------------- | -------------- | ------------ |
| Copa América Centenario | Estados Unidos | Primera fase |

## Clubes
| Club                 | País      | Año         |
| -------------------- | --------- | ----------- |
| San Francisco F. C.  | Panamá    | 2003 - 2005 |
| Chorrillo F. C.      | Panamá    | 2005 - 2006 |
| Chepo F. C.          | Panamá    | 2007 - 2010 |
| C. D. Árabe Unido    | Panamá    | 2010 - 2011 |
| Chorrillo F. C.      | Panamá    | 2011 - 2012 |
| F. C.Heredia         | Guatemala | 2013 - 2014 |
| C. S. D. Coatepeque  | Guatemala | 2014 - 2015 |
| Platense F. C.       | Honduras  | 2015 - 2016 |
| Costa del Este FC    | Panamá    | 2017        |
| Real Cartagena       | Colombia  | 2017        |
| C. D. Marathón       | Honduras  | 2017 - 2018 |
| Chorrillo F. C.      | Panamá    | 2018        |
| C. D. Guastatoya     | Guatemala | 2018 - 2019 |
| Comunicaciones F. C. | Guatemala | 2019 - 2021 |
| C. D. Cobán Imperial | Guatemala | 2021        |
| San Francisco F. C.  | Panamá    | 2021        |
| C. S. D. Xelajú      | Guatemala | 2022 - Act. |

## Palmarés

### Campeonatos nacionales
| Título             | Club                 | País      | Año  |
| ------------------ | -------------------- | --------- | ---- |
| Torneo Clausura    | San Francisco        | Panamá    | 2005 |
| Torneo Apertura    | Chorrillo            | Panamá    | 2011 |
| Torneo de Clausura | Deportivo Guastatoya | Guatemala | 2018 |
| Torneo de Clausura | Xelaju MC            | Guatemala | 2023 |
| Torneo de Apertura | Xelaju MC            | Guatemala | 2024 |

### Campeonatos internacionales
| Título               | Equipo | País     | Año  |
| -------------------- | ------ | -------- | ---- |
| Copa Centroamericana | Panamá | Honduras | 2009 |

### Distinciones individuales
| Distinción               | Año  |
| ------------------------ | ---- |
| Guante de Oro Uncaf      | 2017 |
| Trofeo Josue Danny Ortiz | 2018 |
| Trofeo Josue Danny Ortiz | 2023 |
| Trofeo Josue Danny Ortiz | 2023 |
| Trofeo Josue Danny Ortiz | 2024 |